# Gaspar de Zúñiga y Acevedo
D. Gaspar de Zúñiga Acevedo y Fonseca (Monte Rei, Espanha, 1560 — Lima, Peru, 16 de março de 1606) foi um nobre espanhol, nono vice-rei da Nova Espanha. Governou de 5 de novembro de 1595 até 26 de outubro de 1603. De 18 de janeiro de 1604 até sua morte em 1606, foi vice-rei do Peru.

## Primeiros serviços
De Zúñiga y Acevedo era o filho mais velho do quarto Conde de  Monte Rei, Géronimo de Acevedo y Zúñiga. Estudou em Monte Rei, sob a direção dos padres jesuítas. Em 1578 entrou para o serviço do rei Filipe II. Participou da campanha portuguesa, onde liderou o exército da Galiza,  pagando do próprio bolso os recursos. De Acevedo y Zúñiga também participou na defesa do porto de La Coruña, quando este foi atacado pelo corsário inglês Francis Drake em 1589.

## Vice-rei da Nova Espanha
Em 28 de maio de 1595, de Zúñiga y Acevedo foi nomeado vice-rei da Nova Espanha. Ele chegou na colônia, em  Veracruz, em meados de setembro, como o sucessor do vice-rei Luis de Velasco y Castilla. Em 5 de novembro de 1595 ele fez sua entrada solene na Cidade do México, tomando as rédeas do governo.
Ele aumentou os impostos sobre os índios, mas disse que era para prestar atenção pessoal e fazer os ajustes necessários a fim de evitar que os indígenas fossem explorados.
Em 20 de setembro de 1596, Diego de Montemayor fundou a cidade de Monterrei, Nuevo León. O nome da cidade homenageia a esposa do vice-rei.
Em 1597, piratas atacaram o porto de Campeche, tomando o centro da cidade e aterrorizando os moradores. De Zúñiga y Acevedo ordenou uma maior proteção para os portos. Ele também transferiu a cidade de Veracruz de sua antiga posição para sua localização atual, mais segura.
Em 1598, Filipe II morreu, e Felipe III sucedeu à coroa espanhola.
Em 1601, os índios da Topia se rebelaram contra os espanhóis, mas através da influência de Idefonso de la Mota, o bispo de Guadalajara, os indígenas foram pacificados. Os jesuítas se estabeleceram após algumas missões na região de Tarahumara.

## Explorações
Entre seus primeiros atos como vice-rei estava a organização de uma expedição por terra para explorar e colonizar o norte do Novo Reino de Castilla y León (atual Novo México), dando continuidade a uma política de seu antecessor. A expedição foi comandada por Juan de Oñate, fundador da cidade de Santa Fé, que não encontrou as lendárias Sete Cidades de Ouro das províncias de Quivira e Cíbola.
Também enviou duas expedições para explorar a costa do Pacífico do México. Sebastián Vizcaíno partiu de Acapulco em 1596 com três navios. Durante a expedição Vizcaíno fundou La Paz, Baja California Sur, assim chamada por causa de sua recepção amigável pelos índios locais. Ele também descobriu o Cabo San Sebastián.
Uma expedição posterior de Vizcaíno, com a mesma missão, partiu em 5 de maio de 1602 com quatro navios. Desta vez, o esforço obteve melhores resultados. Foi fundada Ensenada, em Baja California. A Baía de San Diego foi explorada e a Ilha de Santa Catalina foi nomeada. Os exploradores chegaram ao norte até a Baía de Monterey, Alta California, a qual Vizcaíno nomeou em homenagem ao vice-rei.

## Vice-rei do Peru
Em 19 de maio de 1603, Zúñiga y Acevedo foi nomeado vice-rei do Peru. Ele permaneceu na Nova Espanha até setembro, esperando a chegada de seu sucessor, Juan de Mendoza y Luna. Após a chegada do novo vice-rei, os dois se encontraram em Orizaba, a meio caminho entre Veracruz e a Cidade do México. Em Orizaba, Zúñiga y Acevedo organizou um festival que durou uma semana e que teria custado mais de um ano de salário como vice-rei.
O novo vice-rei assumiu a administração da Nova Espanha em outubro, e no mesmo mês, de Zúñiga y Acevedo partiu de Acapulco para Lima.
Assuntos particulares o prenderam no Panamá e em Paita. Ele não chegou em Lima antes de 28 de novembro de 1604. Lá concluiu os preparativos para o envio de uma expedição sob o comando de Pedro Fernandes de Queirós para os mares do sul. Tal expedição partiu em 21 de dezembro de 1605. Pouco tempo depois ele morreu, ainda no cargo, mas sem ter tido a oportunidade de iniciar as reformas.